# PSR B1957+20 b
PSR B1957+20 b — компаньон (коричневый карлик) массивного пульсара PSR B1957+20, удалённого от Земли на 4,99 световых года в направлении созвездия Стрелы. Возраст PSR B1957+20 оценивается в 2,2 млрд лет.
Объект обращается вокруг пульсара за 9,1 часа. Масса равна примерно 22 массам Юпитера. Объект медленно разрушается под воздействием пульсара.
Наблюдения за спектром компаньона во время транзита позволили высчитать массу пульсара.